# Richard FitzRoy
Pour les articles homonymes, voir Fitzroy.
Richard FitzRoy (v. 1190 – juin 1246) ou de Warenne, baron de Chilham, dans le Kent, est le fils illégitime du roi Jean d'Angleterre. Sa mère est une cousine de Jean, prénommée Adèle, une fille d'Hamelin de Warenne et d'Isabelle de Warenne, comtesse de Surrey. Il sert dans l'armée de son père comme capitaine durant la révolte des barons. En 1216, il est fait constable du château de Wallingford.
En 1214, Richard épouse Rohese de Douvres, fille de Fulbert de Douvres. Leurs enfants sont :
1. Richard de Douvres, 2e baron de Chilham, marié à Mathilde, 6e comtesse d'Angus ;
2. Isabelle de Douvres, mariée en 1247 à Maurice de Berkeley ;
3. Lorette de Douvres, mariée en 1248 à William Marmion.

## Sources
- (en) Cet article est partiellement ou en totalité issu de l’article de Wikipédia en anglais intitulé « Richard Fitz Roy » (voir la liste des auteurs).
- Given-Wilson & Curteis, The Royal Bastards of Medieval England, 1995.
- Richard Fitzroy sur thepeerage.com.